# تروشيتية
تروشيتية (الاسم العلمي: Trochetia)، جُنيس نباتات مُزهرة، يُصنف حاليًا ضمن جنس ديسمة وفصيلة الخبازية (كانت تُصنف سابقًا ضمن فصيلة البرازيات، لكن أجناسها تُصنف الآن عادةً ضمن فصيلة الدومبيات وفصائل فرعية أخرى). هذا النوع متوطن في جزر ماسكارين. وقد وصف أ. ب. دو كاندول الجنس الأصلي لأول مرة عام 1823، وأطلق عليه هذا الاسم تكريمًا لعالم النبات الفرنسي هنري دوتروشيه.